# Gloria victis (opowiadanie)
Gloria victis – opowiadanie Elizy Orzeszkowej, które ukazało się po raz pierwszy w 1910 roku w zbiorze opowiadań pod tym samym tytułem.
Zwrot gloria victis (łac. chwała zwyciężonym) jest parafrazą zwrotu vae victis (biada zwyciężonym).

## Okoliczności powstania
Utwór należy do późnego okresu twórczości Orzeszkowej, określanego przez badaczy mianem „wspomnieniowego”. Wymienia się kilka przyczyn jego napisania.
Prawie pięćdziesiąt lat po upadku powstania styczniowego Orzeszkowa chciała przypomnieć wysiłek powstańców. Uważała, że młodzież, poddawana dobrowolnej lub przymusowej rusyfikacji, zapominała o roli tych wydarzeń. Tymczasem dla pisarki, która sama aktywnie uczestniczyła w powstaniu, było to nie do przyjęcia.
Po drugie, wybuch rewolucji 1905 roku i związane z nią idee wolnościowe budziły skojarzenia z atmosferą, jaka kiedyś towarzyszyła polskim powstańcom. W ostatecznym stłumieniu zrywu rewolucyjnego Orzeszkowa widziała analogię do klęski powstania i towarzyszącej jej atmosferze załamania i ogólnego zniechęcenia.
Rewolucja przyczyniła się też do zelżenia nacisku cenzury, co umożliwiło wydanie tekstu.

## Cechy utworu
Opowiadanie jest eksperymentem prozatorskim, opowieść została oparta na antropomorfizacji lasu i retrospekcjach. Drzewa poleskiego lasu jako narrator opowiadają Wiatrowi historię zbiorowej mogiły powstańczej sprzed prawie półwiecza. Autorka, aby ominąć obowiązującą wówczas obowiązującą cenzurę, zastosowała język ezopowy.